# إنديانوبوليس (بارانا)
إنديانوبوليس، بارانا بلدية في ولاية بارانا في المنطقة الجنوبية من البرازيل.